# Laz Alonso
Lázaro Alonso (Washington D. C.; 25 de marzo de 1974), conocido como Laz Alonso, es un actor de cine y televisión estadounidense de ascendencia cubana.

## Biografía
Estudió marketing en la Universidad Howard y montó un negocio tras su graduación basado en la promoción de productos de moda.
Reside en Los Ángeles y es cristiano.

### Carrera
Comenzó su carrera presentando programas para la cadena BET. También apareció en vídeos musicales de Toni Braxton y Aaliyah.
Luego participó con papeles secundarios en películas como Stomp the Yard, Down for Life, Jarhead, G, Leprechaun: Back 2 tha Hood, This Christmas y Miracle at St. Anna.
En 2009, interpretó el papel de Fenix, el principal antagonista de Fast & Furious (la cuarta entrega de la serie Fast & Furious), también el papel de Tsu'tey en Avatar.
Fue uno de los protagonistas de la serie Breakout Kings.
Ha tenido también papeles de invitado en series como The Unit, Bones, CSI: Miami, NCIS, The Practice y Eyes.
Tuvo el papel principal en la serie Deception. Además de uno de los personajes principales, el Detective Billy Soto, de la serie de la NBC, The Mysteries of Laura.
Desde 2019 interpreta el papel de Mother's Milk en la serie de televisión The Boys, basada en el cómic homónimo.

## Filmografía

### Cine
| Año  | Título                            | Papel                  | Notas         |
| ---- | --------------------------------- | ---------------------- | ------------- |
| 2000 | Disappearing Acts                 | Moving Man             | Telefilme     |
| 2001 | 30 Years to Life                  | Richard                |               |
| 2001 | Down to Earth                     | BET Announcer          |               |
| 2002 | Morning Breath                    | Migeulito              | Cortometraje  |
| 2002 | G                                 | Craig Lewis            |               |
| 2002 | All Night Bodega                  | Angel                  |               |
| 2003 | Crime Partners                    | David Little           |               |
| 2003 | Leprechaun: Back 2 tha Hood       | Rory Jackson           |               |
| 2004 | Hittin' It!                       | Chris B.               |               |
| 2005 | All Souls Day: Dia de los Muertos | Tyler                  |               |
| 2005 | Constantine                       | Morgue Security Guard  |               |
| 2005 | The Tenants                       | Jacob 32               |               |
| 2005 | Flip the Script                   | Nelson                 |               |
| 2005 | Issues                            | Damien                 |               |
| 2005 | Jarhead                           | LCpl Ramon Escobar     |               |
| 2006 | The Last Stand                    | Wesley                 |               |
| 2007 | Stomp the Yard                    | Zeke                   |               |
| 2007 | Captivity                         | Det. Ray Di Santos     |               |
| 2007 | Bunny Whipped                     | Kenny Kent             |               |
| 2007 | Mano                              | Angel                  | Cortometraje  |
| 2007 | This Christmas                    | Malcolm Moore          |               |
| 2007 | Divine Intervention               | Deacon Wells           |               |
| 2008 | Miracle at St. Anna               | Corporal Hector Negron |               |
| 2009 | Fast & Furious                    | Fenix Calderon         |               |
| 2009 | The Ballad of G.I. Joe            | Doc                    | Cortometraje  |
| 2009 | U.S. Attorney                     | Henry Williams         | Telefilme     |
| 2009 | Columbia Ave.                     | Max DelGado            | Cortometraje  |
| 2009 | Down for Life                     | Officer Barber         |               |
| 2009 | Avatar                            | Tsu'tey                |               |
| 2010 | Just Wright                       | Mark Matthews          |               |
| 2011 | Straw Dogs                        | Deputy John Burke      |               |
| 2011 | Jumping the Broom                 | Jason Taylor           |               |
| 2013 | Fast & Furious 6                  | Fenix Calderon         | Sin acreditar |
| 2013 | Battle of the Year                | Dante                  |               |
| 2017 | Detroit                           | Conyers                |               |
| 2018 | Traffik                           | Darren Cole            |               |
| 2018 | Armed                             | Jessie                 |               |
| 2021 | Wrath of Man                      | Carlos                 |               |
| 2024 | Detained                          | Detective Avery        |               |

### Televisión
| Año           | Título                   | Papel                            | Notas                                                |
| ------------- | ------------------------ | -------------------------------- | ---------------------------------------------------- |
| 2000          | A.M. @ BET               | Host                             |                                                      |
| 2001          | NYLA                     | Host                             |                                                      |
| 2002          | Providence               | Eddie                            | Recurrente                                           |
| 2003          | La Cenicienta            | Lazaro                           | Episodio: "La Cenicienta"                            |
| 2003          | The Practice             | Derek Mills                      | Episodio: "The Heat of Passion" & "Rape Shield"      |
| 2003–04       | One on One               | Manny                            | Recurrente                                           |
| 2004          | Without a Trace          | Dwayne                           | Episodio: "The Line"                                 |
| 2004          | Soul Food                | Derek                            | Episodio: "Pagan Poetry"                             |
| 2004          | NCIS                     | Staff Sergeant Steven Washington | Episodio: "Split Decision"                           |
| 2004          | CSI: Miami               | Dennis de Labeque/Deuce Deuce    | Episodio: "Pro Per"                                  |
| 2005          | Entourage                | Snoop's Assistant                | Episodio: "The Abyss"                                |
| 2005          | Bones                    | George Warren                    | Episodio: "The Man in the Wall"                      |
| 2005          | Eyes                     | James Gage                       | Recurrente                                           |
| 2006          | One on One               | Trent                            | Episodio: "California Girl"                          |
| 2006          | The Unit                 | Sgt. Carmichael                  | Episodio: "Natural Selection"                        |
| 2010–11       | Southland                | Det. Gil Puente                  | Recurrente                                           |
| 2011–12       | Breakout Kings           | Charlie Duchamp                  | Principal                                            |
| 2013          | Deception                | Will Moreno                      | Principal                                            |
| 2013          | Person of Interest       | Paul Carter                      | Episodio: "Endgame" & "The Devil's Share"            |
| 2014          | Single Ladies            | Alec Hansen                      | Episodio: "One Wedding and a Funeral"                |
| 2014–16       | The Mysteries of Laura   | Billy Soto                       | Principal                                            |
| 2018          | The Bobby Brown Story    | Louil Silas Jr                   | Episodio: "Part One" & "Part Two"                    |
| 2019          | L.A.'s Finest            | Warren Hendrix                   | Recurrente                                           |
| 2019-presente | The Boys                 | Marvin T. Milk/Mother's Milk/MM  | Principal, 30 episodios                              |
| 2020–21       | Power Book II: Ghost     | Detective Sam Santana            | Recurrente                                           |
| 2021          | A Black Lady Sketch Show | -                                | Episodio: "But the Tilapias Are Fine Though, Right?" |